# Karl Arthur Lange
Karl Arthur Lange (* 25. Februar 1881 in München; † 1947) war ein deutscher Volkswirt und Politiker. In den 1930er und 1940er Jahren war er Direktor der Münchener Löwenbrau AG. Nach Ende des Zweiten Weltkriegs diente er kurzzeitig im Kabinett von Fritz Schäffer als kommissarischer Wirtschaftsminister Bayerns.

## Leben
Lange war der Sohn von Emil von Lange, dem Geheimen Hofrat und Direktor der Königlichen Kunstgewerbeschule in München und von Marie von Lange, geb. Leimbach. Er nahm nach dem Abitur und seinem Militärdienst ein Studium der Rechts- und Nationalökonomie auf. Nach der Prüfung für den höheren Justiz- und Verwaltungsdienst trat er in den Dienst der Regierung von Oberbayern. 1909 wechselte er als Rechtsanwalt und Syndikus zum Verein Münchener Brauereien. Schließlich promovierte er 1913 über „Die Wirkungen des bayerischen Malzaufschlaggesetzes vom 18. März 1910 auf den öffentlichen Haushalt und die einzelnen Schichten des Wirtschaftslebens“. Unterbrochen wurde seine berufliche Laufbahn durch die Einberufung zur Armee. Lange war Oberleutnant bzw. Hauptmann d. R. beim 1. Bayr. Feld-Art. Rgt. und später bei anderen Truppenteilen. Nach Kriegsende wurde er 1920 zunächst Vorstandsmitglied der Münchener Brauerei Löwenbräu und von 1935 bis zu seinem Tod schließlich deren Direktor.
Nach Ende des Zweiten Weltkriegs wurde er vom Regional Military Government der US-Armee vom 6. Juni bis 12. September 1945 im provisorischen Kabinett von Fritz Schäffer mit der kommissarischen Leitung des Bayerischen Wirtschaftsministeriums betraut. Er wurde auf Grund seiner Position im „Verein der Auslandsdeutschen“ während des Dritten Reiches von der US-Militärregierung abgesetzt.

## Werk
- Die Wirkungen des bayerischen Malzaufschlaggesetzes vom 18. März 1910 auf den öffentlichen Haushalt und die einzelnen Schichten des Wirtschaftslebens. Cotta, Stuttgart 1916 (Münchener volkswirtschaftliche Studien; 137).